# Dumbravén (Bákó megye)
Dumbravén (Dumbrăveni) település Romániában, Bákó megyében.

## Fekvése
Külsőrekecsin mellett fekvő település.

## Története
Dumbravén 1991 után jött létre Külsőrekecsin szomszédságában, lakói a Rekecsin-patak 1991-es pusztítása után telepedtek meg itt. 1991-ben az éjszaka érkező árvíz több áldozatot is követelt Az árvíz után az árvízkárosultak a dombtetőre költöztek fel, ott kezdték el építeni a házaikat, létrehozva egy új települést.
A faluban 2009 óta működik magyar oktatás, ám iskolája nincs, csak óvodája; ezért a gyermekek a szomszédos településre járnak iskolába. A faluban önálló plébánia és templom van. Templomát a Fájdalmas Szűzanya tiszteletére szentelték fel.